# Ernst Wernher
Ernst Wernher (* 11. Juli 1837 in Nierstein; † 25. November 1909 ebenda) war ein deutscher Kaufmann, Bürgermeister und Abgeordneter der 1. und der 2. Kammer der Landstände des Großherzogtums Hessen (NLP).
Ernst Wernher war der Sohn des Gutsbesitzers und Abgeordneten Philipp Wilhelm Wernher (1802–1887) und dessen Ehefrau  Katharina geborene Dilg (1810–1865). Wernher, der evangelischer Konfession war, heiratete am 31. Mai 1862 in Darmstadt (Julie) Friederike geborene Wernher (* 1. Juni 1841 in Bensheim; † 4. Dezember 1892 in Nierstein), der Tochter des Geheimen Rats und Direktors der Oberrechnungskammer Julius Carl Wernher (1803–1878) und der Marianne Oppermann (1815–1846). Aus der Ehe ging der Sohn Paul Wernher (* 1865) hervor, der Landwirt, Gutsbesitzer in Nierstein, 1899 Direktor der Genossenschaftsmolkerei Nierstein und Kreissachverständiger für Reblaus-Angelegenheiten im Kreis Oppenheim wurde.
Ernst Wernher war Kaufmann in Nierstein. 1874 gehörte er zu den Gründern des landwirtschaftlichen Konsumvereins Nierstein. 
1887 wurde er Beigeordneter und 1897 Bürgermeister in Nierstein.
Von 1893 bis 1897 gehörte er der Zweiten Kammer der Landstände an. Er wurde für den Wahlbezirk Rheinhessen 7/Nieder-Olm gewählt. Am 13. Dezember 1905 wurde er vom Großherzog als Mitglied der Ersten Kammer der Stände auf Lebenszeit ernannt. Am 29. Mai 1906 nahm der Großherzog den Verzicht Wernhers auf das Mandat in der ersten Kammer an.
Er wurde mit dem Titel Ökonomierat geehrt. Am 25. November 1908 erhielt er das Ritterkreuzes I. Klasse des Verdienstordens Philipps des Großmütigen verliehen.